# نادیا شارمین

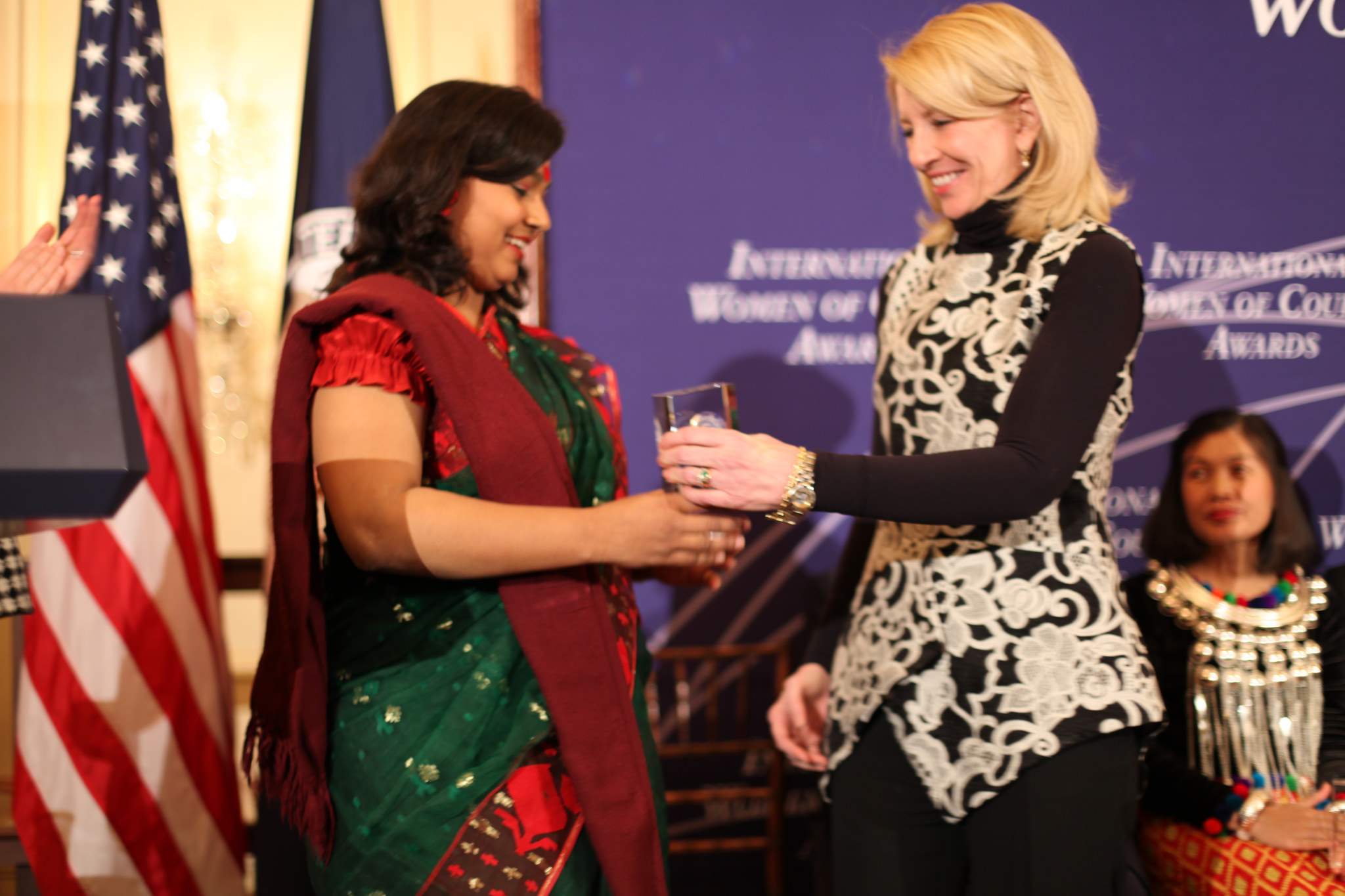
شرمین در سال ۲۰۱۵ در حال دریافت جایزه IWOC

نادیا شارمین (بنگالی: নাদিয়া শারমীন؛ روزنامه‌نگار اهل بنگلادش است.
وی همچنین برندهٔ جوایزی همچون جایزه بین‌المللی زنان شجاع شده‌است.